# تندیس حافظ بهترین فیلمنامه تلویزیونی جشن دنیای تصویر
تندیس حافظ بهترین فیلم‌نامه تلویزیونی جایزه‌ای است که هرساله در جشن حافظ به بهترین فیلم‌نامه تلویزیونی یا نمایش خانگی اهدا می‌شود. حسن فتحی، پیمان قاسم‌خانی، علیرضا نادری و محسن تنابنده با دو بار دریافت این جایزه، در این زمینه رکورددار هستند.

## فهرست
| دوره | سال  | بهترین فیلمنامه‌نویس            | سریال             |
| ---- | ---- | ------------------------------ | ----------------- |
| ۶    | ۱۳۸۱ | حسن فتحی                       | شب دهم            |
| ۷    | ۱۳۸۲ | علیرضا طالب‌زاده                | دوران سرکشی       |
| ۸    | ۱۳۸۴ | حسن فتحی                       | روشن‌تر از خاموشی  |
| ۹    | ۱۳۸۵ | پیمان قاسم‌خانی                 | شب‌های برره        |
| ۱۰   | ۱۳۸۶ | جابر قاسمعلی                   | راه شب            |
| ۱۱   | ۱۳۸۸ | علیرضا نادری و علیرضا کاظمی‌پور | میوه ممنوعه       |
| ۱۲   | ۱۳۹۰ | علیرضا نادری                   | در مسیر زاینده‌رود |
| ۱۴   | ۱۳۹۳ | مصطفی رستگاری                  | راستش را بگو      |
| ۱۵   | ۱۳۹۴ | محسن تنابنده                   | پایتخت ۵          |
| ۱۶   | ۱۳۹۵ | مسعود بهبهانی‌نیا               | کیمیا             |
| ۱۷   | ۱۳۹۶ | سروش صحت و ایمان صفایی         | لیسانسه‌ها         |
| ۱۸   | ۱۳۹۷ | محسن تنابنده                   | پایتخت ۵          |
| ۱۹   | ۱۳۹۸ | احسان جوانمرد                  | بانوی عمارت       |
| ۲۰   | ۱۳۹۹ | پیمان قاسم‌خانی                 | هیولا             |
| ۲۱   | ۱۴۰۰ | محمدحسین مهدویان               | زخم کاری          |
| ۲۲   | ۱۴۰۲ | جمشید محمودی و رضا بهاروند     | پوست شیر          |
| ۲۳   | ۱۴۰۳ | آیدا پناهنده و ارسلان امیری    | در انتهای شب      |

## منبع
1. ↑  «سایت رسمی جشن حافظ».